# Торопунино
Торопунино — деревня в Вашкинском районе Вологодской области.
Входит в состав Васильевского сельского поселения, с точки зрения административно-территориального деления — в Васильевский сельсовет.
Расстояние по автодороге до районного центра Липина Бора — 22 км, до центра муниципального образования деревни Васильевская — 19 км. Ближайшие населённые пункты — Коровино, Мыс, Речаково, Устье.
По данным переписи в 2002 году постоянного населения не было.